# Lensk
Lensk (rusky Ленск, jakutsky Ленскэй – Lenskej) je město v Saše v Ruské federaci. Při sčítání lidu v roce 2010 mělo bezmála pětadvacet tisíc obyvatel.

## Poloha
Lensk leží na levém břehu Leny přibližně 840 kilometrů západně od hlavního města republiky, Jakutsku.

## Dějiny
Současné osídlení bylo založeno v roce 1663 ruskými kožešinovými lovci na místě staršího sídla Evenků. Jmenovalo se pak Muchtuja. Během Velké severní expedice Vituse Beringa v první polovině osmnáctého století zde byla zřízena poštovní stanice.
V devatenáctém a na počátku dvacátého století sloužilo jako místo politického vyhnanství.
Ve dvacátém století se začalo rychle rozrůstat jako základna pro těžbu diamantů v povodí Viljuje. V roce 1956 byla postavena silnice spojující Muchtuju s Mirným a v roce 1963 se sídlo stalo městem a bylo přejmenováno na Lensk.